# Zingiber neotruncatum
Zingiber neotruncatum är en enhjärtbladig växtart som beskrevs av T.L.Wu, K.Larsen och Nicholas J. Turland. Zingiber neotruncatum ingår i släktet Zingiber och familjen Zingiberaceae. Inga underarter finns listade i Catalogue of Life.